# Wagi
Wagi – wieś w Polsce położona w województwie podlaskim, w powiecie łomżyńskim, w gminie Przytuły.
Wierni kościoła rzymskokatolickiego należą do parafii Krzyża Świętego w Przytułach.
We wsi znajduje się Szkoła Podstawowa im. Jakuba Wagi

## Historia
Dawniej wieś nazywała się Wagi-Gnaty.
Dawnej prywatna wieś szlachecka położona była w drugiej połowie XVI wieku w powiecie radziłowskim ziemi wiskiej województwa mazowieckiego. 
W latach 1921–1939 wieś Wagi-Gnaty leżała w województwie białostockim, w powiecie kolneńskim (od 1932 w powiecie łomżyńskim), w gminie Przytuły.
Według Powszechnego Spisu Ludności z 1921 roku zamieszkiwało tu 95 osób w 16 budynkach mieszkalnych. Miejscowość należała do parafii rzymskokatolickiej w m. Przytuły. Podlegała pod Sąd Grodzki w Stawiskach i Okręgowy w Łomży; właściwy urząd pocztowy mieścił się w m. Jedwabne.
W latach 1975–1998 miejscowość należała administracyjnie do województwa łomżyńskiego.

## Urodzeni w Wagach
- Antoni Górski – polski prawnik, sędzia Sądu Najwyższego, w latach 2010–2014 przewodniczący Krajowej Rady Sądownictwa.
- Franciszka Ramotowska – polska archiwistka, profesor nauk humanistycznych, żołnierz AK, łączniczka Komendy Inspektoratu III Łomżyńskiego, pracownik naukowy Archiwum Głównego Akt Dawnych w Warszawie[12].